# Ovalle (ort)
Ovalle är en stad i Chile. Den är huvudort i provinsen Limarí i regionen Coquimbo, i den centrala delen av landet, cirka 300 km norr om huvudstaden Santiago de Chile. Folkmängden uppgår till cirka 75 000 invånare.